# Neumatocisto

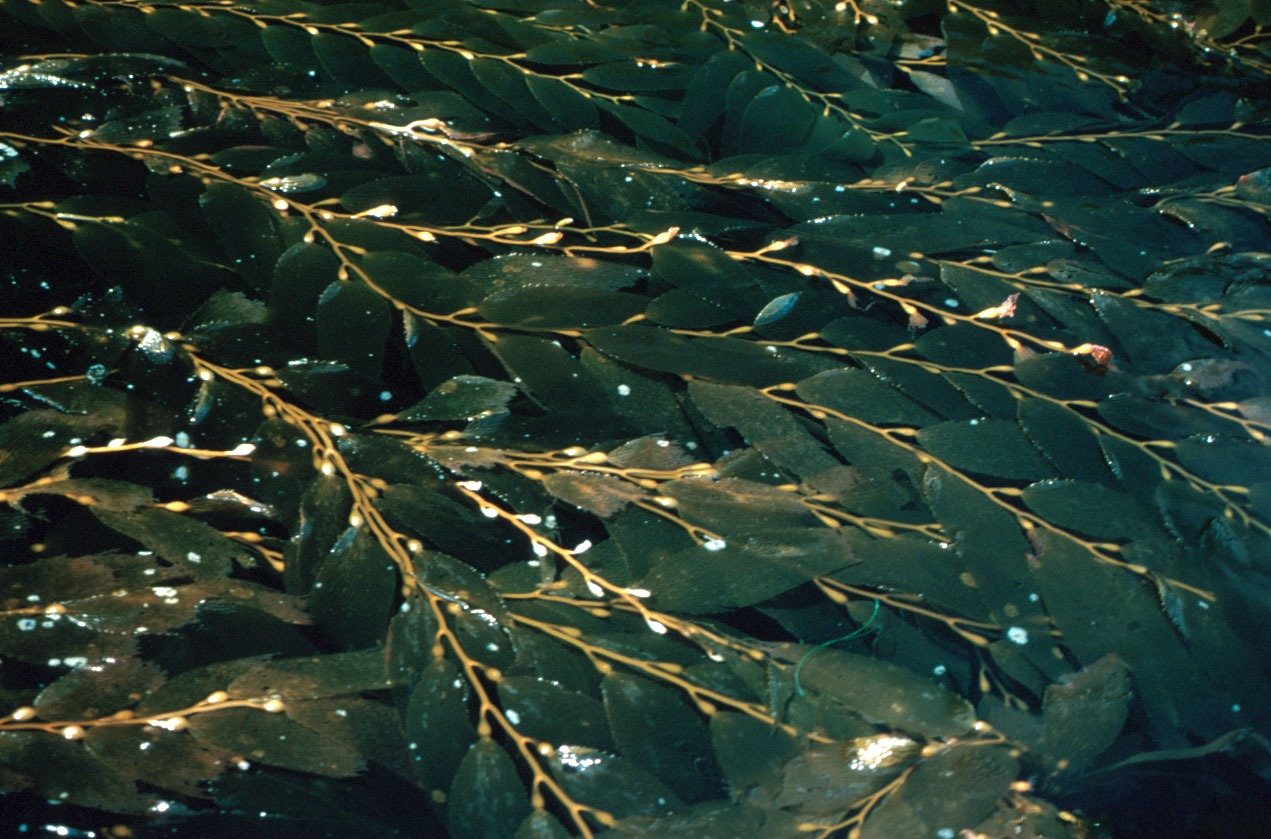
Frondas de la macroalga flotadora Macrocystis pyrifera con múltiples neumatocistos.

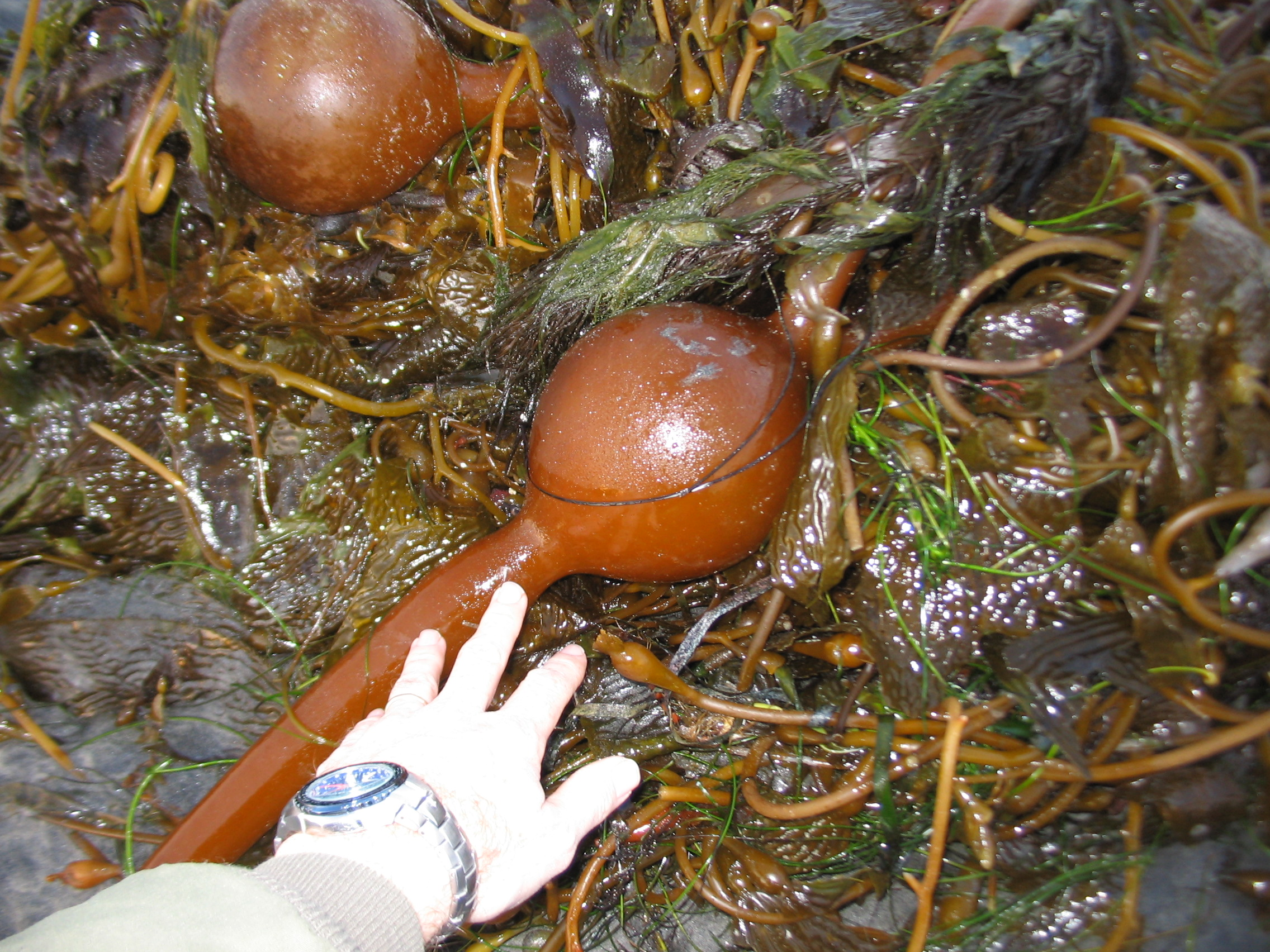
Neumatocistos de Nereocystis luetkeana.

Neumatocisto (del griego clásico πνεῦμᾰ, pneûma; aire + κύστις, kystis; vesícula), a veces referido como aerocisto, es el nombre con el que se conoce a la estructura constituida por una vesícula de material parenquimatoso, llena de aire u otros gases, destinada a aumentar la flotación de un organismo. La presencia de esas estructuras es común en macroalgas y en peces (recibiendo en tal caso el nombre de vejiga natatoria). En las algas pardas, estas vesículas se localizan en los filoides, y tienen una particular importancia, pues permiten mantener a las algas flotando (en especies holopelágicas pleustónicas como las pertenecientes al género Sargassum) o mantener las frondas erectas durante la inmersión, cuando están fijas al sustrato, como ocurre en el caso de algunas especies del género Fucus.
Cada organismo posee, en general, múltiples de estas estructuras, las cuales proporcionan la flotabilidad necesaria para mantener a las frondas flotando u orientadas en dirección a la superficie, según sea el caso, permitiendo que se mantengan en la zona donde la radiación solar es más intensa o que permanezcan en una posición que minimice el ensombrecimiento mutuo de las frondas.
La composición del gas mantenido en los neumatocistos varía de acuerdo al estado fisiológico del alga y con la presión parcial de los diversos gases en el ambiente circundante. Los neumatocistos pueden contener O2, CO2, N2 y CO.